# Rinaldo Nocentini

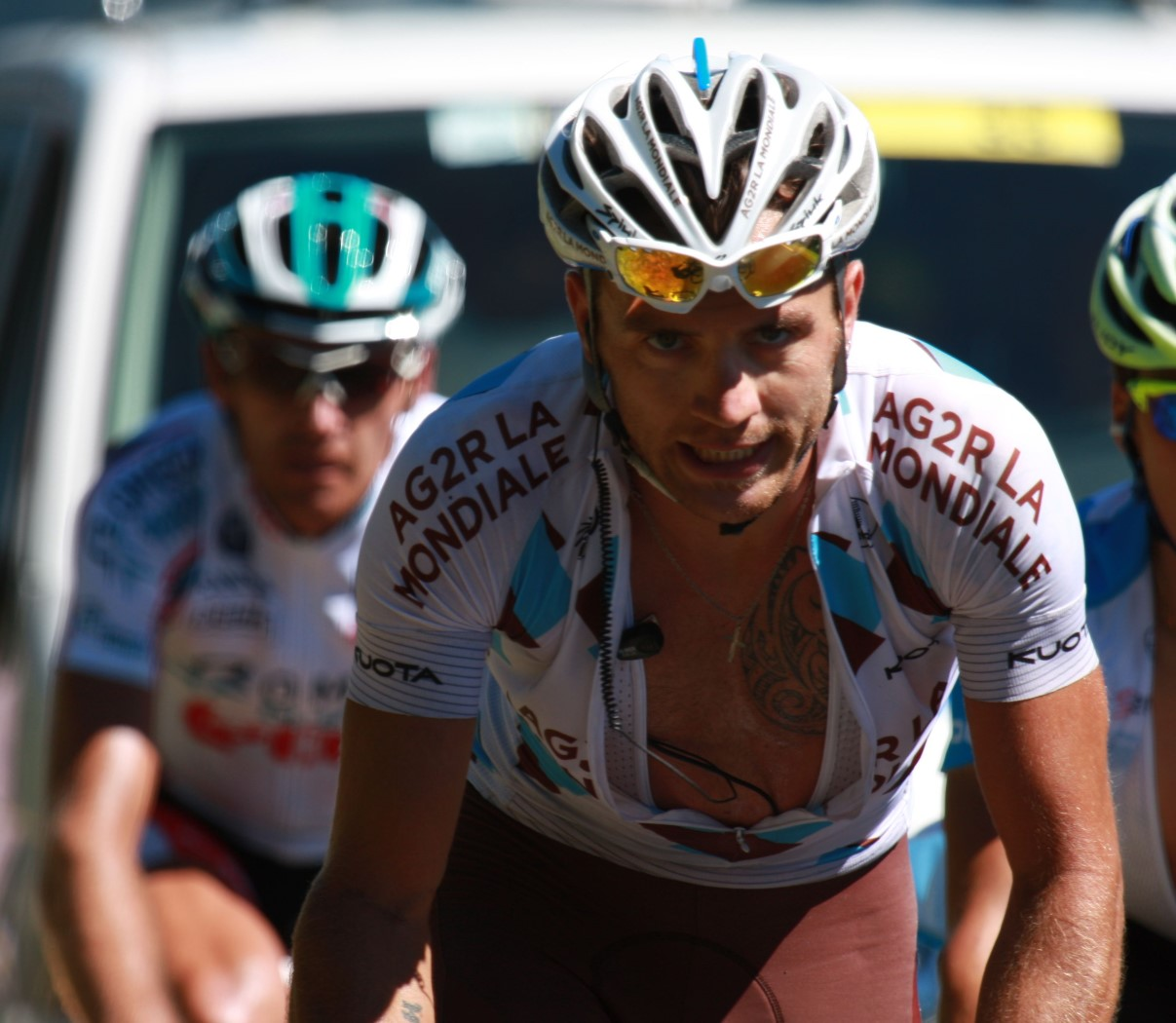
Rinaldo Nocentini (2010)

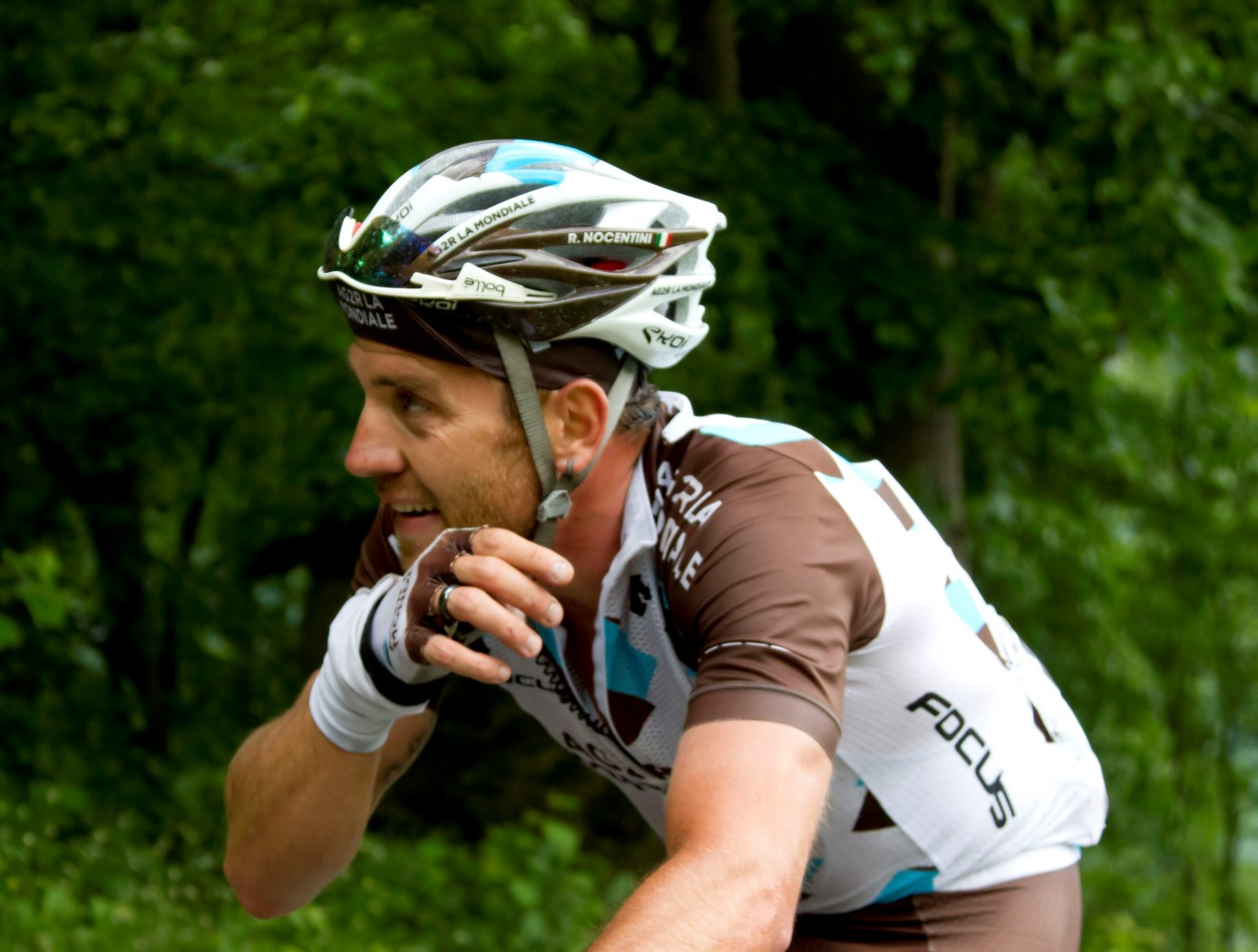
Nocentini beim Giro d’Italia 2015

Rinaldo Nocentini (* 25. September 1977 in Montevarchi) ist ein ehemaliger italienischer Radrennfahrer.

## Werdegang
Nocentini gewann bei den UCI-Straßen-Weltmeisterschaften 1998 die Silbermedaille im Straßenrennen der U23-Klasse. Daraufhin bekam er 1999 einen Profivertrag bei Mapei. Gleich zu Beginn der Saison gewann er zwei Etappen bei der Tour de Langkawi. Seine nächsten Erfolge feierte er bei den Eintagesrennen Giro di Toscana und Subida al Naranco. Außerdem gewann er 2004 eine Etappe der Polen-Rundfahrt. Von 2004 bis 2006 fuhr Nocentini für das Professional Continental Team Acqua e Sapone.
Anschließend wurde er 2007 vom ProTeam Ag2r La Mondiale als Verstärkung für die Klassiker verpflichtet. Auf der 7. Etappe der Tour de France 2009 konnte er sich als Viertplatzierter das Gelbe Trikot sichern, das er erst auf der 15. Etappe abgeben musste. Er gewann die Mittelmeer-Rundfahrt 2010, nachdem dem ursprünglichen Sieger Alejandro Valverde nach positiver Dopingprobe und darauffolgender Dopingsperre der Sieg aberkannt wurde.
Zur Saison 2016 wechselte er zum portugiesischen Zweitdivisionär Clube de Ciclismo de Tavira, bei dem er nach Ablauf der Saison 2019 als 42-Jähriger seine Laufbahn als Aktiver beendete.
Nach seinem Rücktritt wurde Nocetini aufgrund von Unregelmäßigkeiten im Biologischen Pass wegen Doping beziehungsweise dessen Versuch vom 30. November bis zum 29. November 2024 gesperrt und alle Ergebnisse seit dem Jahr 2018, darunter zwei Etappensiege bei La Tropicale Amissa Bongo, gestrichen.

## Erfolge
2003
- Giro di Toscana

2004
- eine Etappe Polen-Rundfahrt

2005
- Subida al Naranco

2006
- Giro dell’Appennino
- Giro del Veneto
- Coppa Placci

2007
- eine Etappe Mittelmeer-Rundfahrt
- GP Miguel Indurain

2008
- Grand Prix di Lugano

2009
- eine Etappe Kalifornien-Rundfahrt

2010
- eine Etappe Tour du Haut Var
- Gesamtwertung Mittelmeer-Rundfahrt

2016
- Gesamtwertung Troféu Joaquim Agostinho

2017
- eine Etappe Volta ao Alentejo

2018
- zwei Etappen La Tropicale Amissa Bongo[2]

## Grand Tour-Platzierungen
| Grand Tour            | 2000 | 2001 | 2002 | 2003 | 2004 | 2005 | 2006 | 2007 | 2008 | 2009 | 2010 | 2011 | 2012 | 2013 | 2014 | 2015 |
| --------------------- | ---- | ---- | ---- | ---- | ---- | ---- | ---- | ---- | ---- | ---- | ---- | ---- | ---- | ---- | ---- | ---- |
| Giro d’ItaliaGiro     | 64   | 66   | –    | 60   | 34   | –    | –    | 47   | 56   | –    | –    | 70   | –    | –    | –    | 73   |
| Tour de FranceTour    | –    | –    | –    | –    | –    | –    | –    | –    | –    | 13   | 98   | –    | –    | –    | –    | –    |
| Vuelta a EspañaVuelta | –    | –    | –    | –    | –    | –    | –    | –    | 23   | DNF  | 53   | –    | 18   | 53   | 96   | 85   |

## Teams
- 1999–2001 Mapei-Quick Step
- 2002 Fassa Bortolo
- 2003 Formaggi Pinzolo Fiavè-Ciarrocchi Immobiliare
- 2004–2006 Acqua & Sapone
- 2007–2015 AG2R La Mondiale
- 2016–2018 Sporting/Tavira